# Незлин, Соломон Ефимович
Соломон Ефимович (Хаимович) Незлин (1892, Колышки, Витебский уезд, Витебская губерния, Российская империя — 1990, Израиль) — советский фтизиатр, доктор медицинских наук (1946), профессор (1952). Один из крупнейших специалистов по лечению туберкулёза.

## Биография
Родился в семье торговца скобяными товарами Хаима Незлина и Игуды Давидовны Иткиной (1871—1960), уроженцев деревни Колышки Витебского уезда Витебской губернии (ныне Лиозненский район Витебской области. Дед, торговец сукном Давид Бениаминович Иткин, был купцом первой гильдии.
После окончания медицинского факультета Юрьевского университета в 1915 работал земским врачом в Московской и Смоленской губерниях; заведующим губернским здравотделом в 1918–1921 и противотуберкулёзным диспансером в 1922–1923 в Витебске. В 1923–1925 в противотуберкулёзном диспансере и санатории «Высокие горы» в Москве. Организатор и заведующий санитарно-гигиеническим и диспансерными отделами Центрального института туберкулёза (1925–1941, 1943–1952) и одновременно инспектор по туберкулёзу в Наркомздраве РСФСР и СССР. В 1941–1943 заместитель директора Казахского института туберкулёза в Алма-Ате. В 1952–1953 заместитель директора Львовского института туберкулёза. В 1953 находился под следствием по «делу врачей». В 1953–1955 заведующий организационно-методическим отделением Центрального института экспертизы трудоспособности. С 1963 консультант больницы № 7 в Москве.

## Семья
- Брат — доктор медицинских наук, профессор Вениамин Ефимович (Хаимович) Незлин (1894, Колышки — 1975, Москва), врач-терапевт. Также арестовывался по «делу врачей».
  - Племянник — Давид Вениаминович Незлин (род. 1925, Гомель), специалист в области радиолокации. В течение ряда лет возглавлял деятельность по разработке радаров на первых реактивных самолётах и в противовоздушной обороне СССР. Профессор Московского института электронной инженерии. Крупнейший специалист в области обработки цифровых сигналов, в создании метеорологических радаров. Автор 60 научных трудов и 12 руководств.
  - Племянник — Михаил Вениаминович Незлин (1928, Гомель — 1999, Москва), профессор, физик, доктор физико-математических наук, член-корреспондент Российской Академии Естественных наук. Работал в Московском институте атомной энергии. Автор 125 научных работ и двух монографий. Лауреат премии имени Л. А. Арцимовича. Основные труды посвящены различным проблемам физики плазмы, нелинейной физики, геофизической и астрофизической гидродинамики. Построил экспериментальную модель крупнейших атмосферных вихрей типа «большого красного пятна» Юпитера, предсказал существование гигантских вихрей между рукавами галактик.
- Сын — Роальд Соломонович Незлин (род. 1930), доктор биологических наук, иммунолог и биохимик. Работал в Москве в Институте молекулярной биологии Академии наук СССР. В 1978 году подал заявление на выезд с семьёй на постоянное место жительство в Израиль. Десять лет его семье отказывали в выездной визе. Затем профессор отдела иммунологии научно-исследовательского института имени Х. А. Вейцмана в Реховоте. Его основные научные работы посвящены строению, биосинтезу и функциям антител и других белков иммунной системы. Автор 110 научных работ и трёх монографий по этим проблемам. Редактор нескольких международных иммунологических журналов.

## Научная деятельность
Научные труды посвящены различным аспектам туберкулёза лёгких. Был организатором и руководителем экспедиций по изучению туберкулёза в Бурят-Монголии, Татарии, Башкирии, Якутии в 1929 и в 1930-х.

## Публикации[5]
- Незлин С. Е. Изучение туберкулёза среди национальностей СССР. М., 1930;
- Незлин С. Е. Режим и лечение туберкулёзного больного. М.-Л., 1936;
- Незлин С. Е. Туберкулёз лёгких в пожилом возрасте. М., 1948;
- Незлин С. Е. Экспертиза трудоспособности и трудовое устройство больных туберкулёзом лёгких. М, 1960;
- Незлин С. Е. Противотуберкулёзный диспансер. М., 1960.

Автор более 350 научных работ, в том числе 9 монографий.